# Derbi de Plovdiv
El Derbi de Plovdiv es el partido de fútbol entre el PFC Botev Plovdiv contra el PFC Lokomotiv Plovdiv de la ciudad de Plovdiv en Bulgaria.

## Historia
El primer partido entre ambos equipos se llevó a cabo el 1 de abril de 1951 y terminó con victoria para el Lokomotiv por 3-0, y el derbi es conocido por ser el segundo derbi más importante del país solo detrás del Derbi Eterno de Bulgaria, registrando más de 120 enfrentamientos entre ambos equipos tanto el liga como en copa al ser los equipos de fútbol más exitosos de Plovdiv por encima del llamado Pequeño Derbi de Plovdiv que enfrenta al Spartak con el Maritsa.
La ventaja histórica actualmente favorece al Botev por un leve margen.

## Estadísticas

### Títulos
| Torneo                      | Botev Plovdiv | Lokomotiv Plovdiv |
| --------------------------- | ------------- | ----------------- |
| Bulgarian Championship      | 2             | 1                 |
| Copa de Bulgaria            | 3             | 2                 |
| Supercopa de Bulgaria       | 1             | 2                 |
| Copa de la Armada Soviética | 0             | 1                 |
| Copa de los Balcanes        | 1             | 0                 |
| Total                       | 7             | 6                 |

### Partidos
|                  | Partidos | Botev | Empates | Lokomotiv | Goles Botev | Goles Lokomotiv |
| ---------------- | -------- | ----- | ------- | --------- | ----------- | --------------- |
| Parva Liga       | 115      | 41    | 33      | 41        | 135         | 139             |
| Copa de Bulgaria | 13       | 6     | 2       | 5         | 25          | 18              |
|                  | 128      | 47    | 35      | 46        | 160         | 157             |